# Irving (nome)
Irving  è un nome proprio di persona inglese e gaelico scozzese maschile.

## Varianti
- Maschili: Irvin[2][3], Irvine[2]

## Origine e diffusione
È tratto dal cognome scozzese Irving, a sua volta proveniente da due toponimi scozzesi, quello di Irving nel Dumfriesshire e quello di Irvine nell'Ayrshire; quest'ultimo prende il nome dall'adiacente fiume Irvine, il cui nome è di origine gaelica e può significare "fiume dell'ovest" (da iar, "ovest", e abhuinn, "fiume") oppure "acqua verde". È stato spesso confuso con un nome simile ma di diversa origine, Irwin.
Negli Stati Uniti, il nome ha goduto di buona diffusione nelle comunità ebraiche, dove veniva usata per "americanizzare" nomi tipicamente ebraici inizianti con la lettera "I", quali Isaac, Israele e Isaiah.

## Onomastico
Il nome è adespota, cioè non è portato da alcun santo; l'onomastico si può festeggiare il 1º novembre, in occasione di Ognissanti.

## Persone

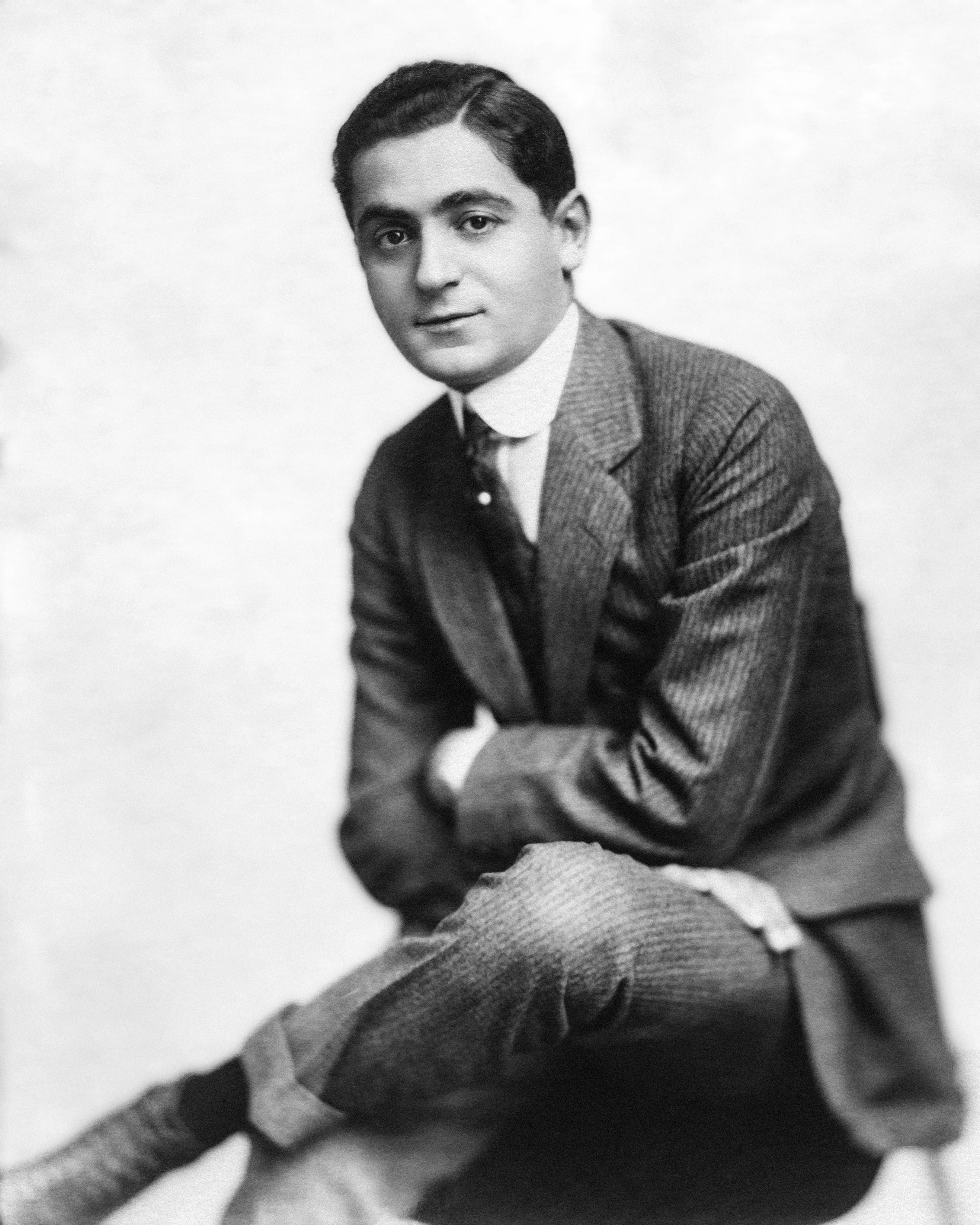
Irving Berlin

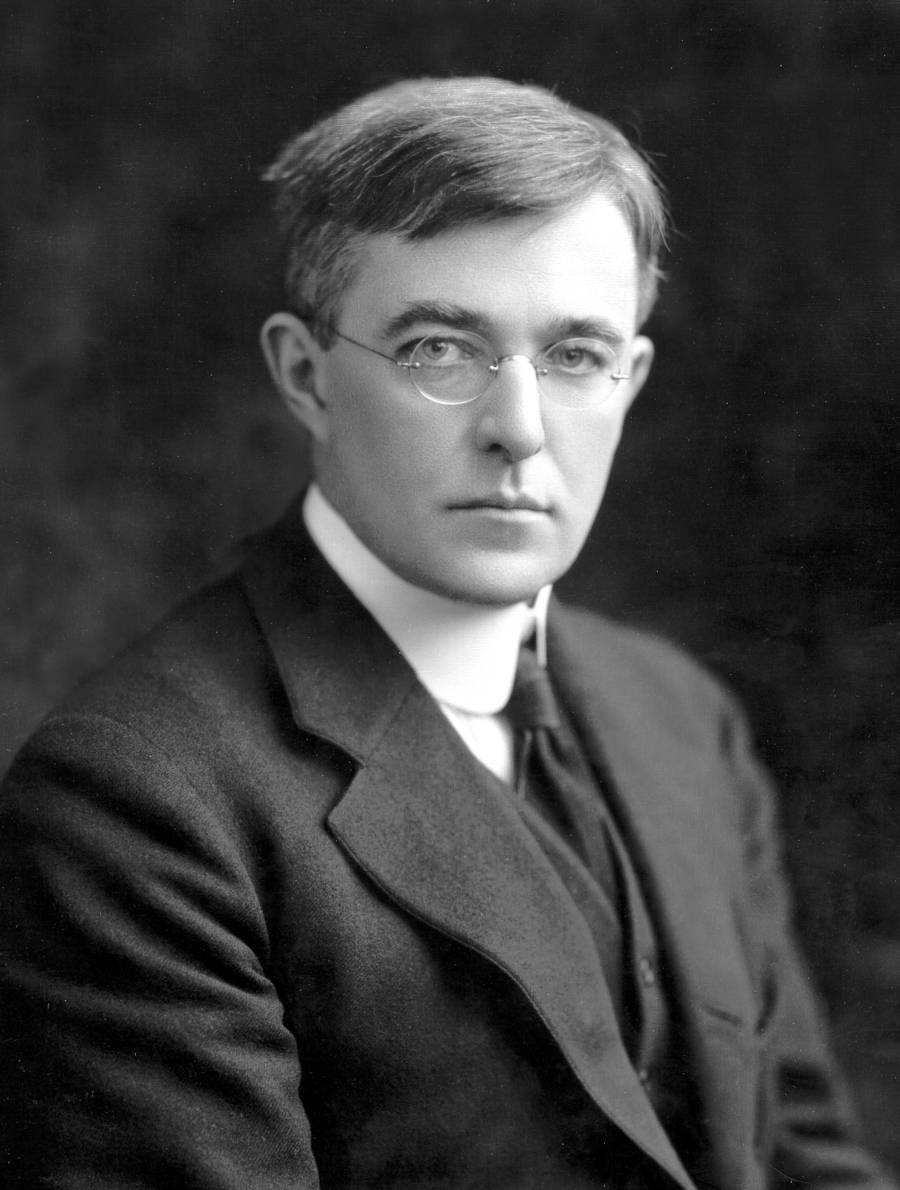
Irving Langmuir

- Irving Bacheller, giornalista e scrittore statunitense
- Irving Baxter, atleta statunitense
- Irving Berlin, compositore statunitense
- Irving Caesar, compositore e paroliere statunitense
- Irving Cummings, regista, attore, produttore cinematografico e sceneggiatore statunitense
- Irving Fisher, economista e statistico statunitense
- Irving John Good, matematico britannico
- Irving Greenberg, rabbino, filosofo ed educatore statunitense
- Irving Kaplansky, matematico canadese naturalizzato statunitense
- Irving Langmuir, fisico e chimico statunitense
- Irving Penn, fotografo statunitense
- Irving Pichel, regista e attore statunitense
- Irving Rapper, regista britannico
- Irving Saladino, atleta panamense
- Irving São Paulo, attore brasiliano
- Irving Thalberg, produttore cinematografico statunitense

### Variante Irvin
- Irvin Kershner, regista statunitense
- Irvin McDowell, generale statunitense
- Irvin Willat, regista, sceneggiatore e direttore della fotografia statunitense
- Irvin Yalom, scrittore, psichiatra e docente statunitense

### Variante Irvine
- Irvine Gaze, esploratore australiano
- Irvine Welsh, scrittore e drammaturgo scozzese

## Il nome nelle arti
- Irvine Kinneas è un personaggio del videogioco Final Fantasy VIII.